# Offoué-Onoye
Offoué-Onoye es un departamento de la provincia de Ogooué-Lolo en Gabón. En octubre de 2013 presentaba una población censada de 2743 habitantes. Su chef-lieu es Iboundji.
Se encuentra ubicado en el centro del país, sobre la cuenca hidrográfica del río Ogooué. Los principales ríos del departamento son el río Offoué y el río Lolo.

## Subdivisiones
Contiene tres subdivisiones de tercer nivel (población en 2013):
- Comuna de Iboundji (1767 habitantes)
- Cantón de Offoué (422 habitantes)
- Cantón de Onoye (554 habitantes)